# Miguel Albaladejo
Miguel Albaladejo (Pilar de la Foradada, 20 d'agost de 1966) és un director de cinema valencià.
Va estudiar de Ciències de la Imatge a la Universitat Complutense de Madrid (1984-1990). Va ser assistent de producció en films com El sueño del mono loco (Fernando Trueba, 1989) i Las cartas de Alou (Montxo Armendáriz, 1990), i el 1993 ajudant de direcció a Todos a la cárcel, de Luis García Berlanga.
La seua passió pel cinema li ve de la seua infància i adolescència, ja que la seua família tenia un cinema i el seu germà gran era el programador. Això va fer que Albaladejo ocupés la seua joventut veient pel·lícules de Buñuel, Bernardo Bertolucci, Stanley Kubrick, Pier Paolo Pasolini, Woody Allen, François Truffaut i Fassbinder, entre altres grans noms dels anys 70.
Va començar professionalment com a director el 1994 realitzant els curtmetratges La vida siempre es corta i Sangre ciega (1994), on apareixia Alicia Borrachero. Al seu primer llargmetratge, La primera noche de mi vida, va treballar amb Leonor Watling, Antonia San Juan i Adriana Ozores. Amb aquest film va aconseguir un Premi Goya al millor director novell. Al Festival de Cinema de Màlaga va guanyar la Bisnaga d'Or corresponent al premi de l'audiència de millor pel·lícula. En la seua segona obra, Ataque verbal, de 1999, van intervenir actors com Sergi López i Antonio Resines, entre d'altres. El 1999 va estrenar la seua següent pel·lícula, que es va basar en el llibre d'Elvira Lindo Manolito Gafotas. En els seus treballs posteriors, han intervingut actors com Lolita Flores.
El seu darrer treball, Nacidas para sufrir, és una comèdia costumista amb influències de l'humor negre de Ferreri, Forqué i Berlanga. En la pel·lícula apareixen Petra Martínez i Adriana Ozores.

## Filmografia
- La primera noche de mi vida (1998)
- Manolito Gafotas (1999, basada en el personatge d'Elvira Lindo)
- Ataque verbal (1999)
- Rencor (2001)
- El cielo abierto (2001)
- Cachorro (2004)
- Volando voy (2006)
- Nacidas para sufrir (2010)